# Castillo de Nagoya (Hizen)
El castillo de Nagoya (名護屋城 Nagoya-jō?) fue una fortificación japonesa del siglo XVI en Karatsu, pueblo de la prefectura de Saga (antigua provincia de Hizen). Tras la unificación del país, esta fue la base desde donde Toyotomi Hideyoshi lanzó sus invasiones a la península de Corea.

## Historia
Después de completar la unificación de Japón, Toyotomi Hideyoshi se centró en la conquista de la península de Corea. En este contexto, en el año 1591 levantó la fortaleza de Nagoya frente al estrecho de Tsushima, en uno de los puntos más cercanos a Corea para lanzar sus tropas. Esta construcción presentaba un tenshu (torreón principal) de cinco pisos. Los señores feudales de toda la isla de Kyūshū, incluido Kato Kiyomasa, se encargaron de las obras; en siete meses se completaron la mayoría de las secciones principales. Tras la muerte de Hideyoshi, el castillo fue desmantelado en 1598 y sus partes se emplearon para la construcción del castillo de Karatsu. La puerta de Otemon se trasladó al fortaleza de Sendai, gobernada por Date Masamune.
En sus ruinas se refugiaron los últimos remanentes de la rebelión de Shimabara, por lo que las autoridades derruyeron casi todos los muros que quedaban para evitar sucesos similares. En la actualidad se puede encontrar un museo de la historia local cerca del castillo. En 1926 fue declarado Lugar Histórico de Japón, y en 1955 aumentó su rango al ser designado Lugar Histórico Especial.